# (2276) Warck
(2276) Warck ist ein Asteroid des Hauptgürtels, der am 18. August 1933 vom belgischen Astronomen Eugène Joseph Delporte in Ukkel entdeckt wurde.
Benannt ist der Asteroid nach Evelyn Warck, einer Enkelin des Entdeckers.